# Люттвак, Эдвард
Эдвард Люттвак (англ. Edward Nicolae Luttwak, род. 4 ноября 1942, Арад, Румыния) — американский историк, экономист, специалист по международным отношениям и военной стратегии. Автор многочисленных работ по истории и внешней политике — как времён древнего мира, так и наших дней.
Политический консультант Государственного департамента и Министерства обороны США. Старший советник Центра стратегических и международных исследований (Вашингтон). Бывший советник президента Рейгана.

## Биография
Люттвак родился в румынском Араде в еврейской семье, до 11 лет жил в Италии и Израиле, затем поступил в школу-интернат в Великобритании. Изучал аналитическую экономику в Лондонской школе экономики, которую окончил в 1964 году. В 1964—1966 годах преподавал в Батском университете. После работы в Лондоне, Париже и Иерусалиме, Люттвак в 1972 году переехал в Соединённые Штаты для учёбы в аспирантуре университета Джонса Хопкинса, где в 1975 он получил докторскую степень.
Впоследствии в качестве приглашённого профессора он преподавал в университете Джонса Хопкинса и в Джорджтаунском университете. Большую часть своей биографии Люттвак работал консультантом Министерства обороны США, Совета национальной безопасности, Госдепартамента Соединённых Штатов, Министерства ВМФ США, Армии США, ВВС США, а также нескольких министерств обороны стран НАТО.
Говорит на иврите, французском, испанском и итальянском языках. Ввёл в оборот социальных наук такие понятия, как турбокапитализм и геоэкономика.